# Escoles Velles (Vilobí d'Onyar)
Les Escoles Velles són un edifici del municipi de Vilobí d'Onyar (Selva). Formen part de l'Inventari del Patrimoni Arquitectònic de Catalunya.

## Descripció
Les escoles de Vilobí es van construir seguint el projecte de 1919 de Jeroni Martorell. L'edifici projectat constava en principi d'un cos central de tres plantes destinat a casa de la vila, dos cossos laterals, a banda i banda, l'escola de nenes i la de nens, i dos més de dues plantes als extrems per a les habitacions dels mestres. L'edifici de l'ajuntament no s'arribà a construir mai. La casa del mestre dels nois, al costat dret, es va fer l'any 1927 seguint el projecte, però l'altre es va fer a la dècada dels 60 i ja no segueix el mateix model. Pel que fa a les dues ales destinades a escoles són perfectament simètriques i consten d'una aula, un despatx i un porxo a la part posterior, no previst inicialment en els plànols, que dona al pati, tot a la mateixa planta.
La construcció actual segueix el traçat en planta del projecte inicial, però varia pel que fa a la disposició i acabat de les obertures. La façana principal del carrer Madrenys és de planta baixa i coberta a dues vessants de teula àrab amb caiguda a la façana. Mostra quatre grans finestrals per cadascun dels cossos allargats. Les dues portes d'accés des del carrer van ser substituïdes abans de 1931 per finestres. Les obertures són amb llinda emmotllada de pedra artificial i ampit de rajola vidriada verda. El mur és arrebossat llis amb un sòcol de 0,80m.
La casa del mestre és de planta quadrada, dos pisos i coberta piramidal d'uralita amb una bola que la corona. La planta baixa té una porta central rectangular i una finestra a banda i banda amb reixa. Al primer pis trobem una obertura amb un petit balcó amb balustrada al centre, flanquejada també per dues finestres. L'altre habitatge també és de planta quadrangular però les obertures i els acabats no segueixen la tipologia original. A la façana posterior trobem els porxos que s'obren al pati sostinguts per dos pilars i amb un tancament que forma una galeria amb obertures d'arcs apuntats esglaonats de rajol d'aire modernista. El solar destinat a casa de la vila va quedar incorporat al pati i està separat del carrer per un mur amb una porta d'accés.
L'edifici respon a les directrius de funcionalitat, higiene i il·luminació, postulades per l'arquitectura escolar d'aquesta època. És un exemple d'edifici noucentista quant a la seva morfologia simètricament projectada en diversos cossos i per la concepció dels elements ornamentals d'embelliment de tradició artesanal. Les cornises, les llindes emmotllades de pedra artificial, els arcs, etc., també corresponen al gust i a l'ideari noucentista de base conservadora i aristocratitzant. Les Escoles velles són el reflex del primer programa sostingut i coherent de construcció d'escoles que es va produir a la Catalunya contemporània. Aquest fet històric pren encara més importància en l'ambit rural on, per primera vegada, es feia arquitectura pública civil projectada per arquitectes titulats i no per mestres d'obres.

## Història
L'any 1919 el govern civil instà a l'Ajuntament a construir unes escoles noves, ja que, fins aleshores, les aules havien estat instal·lades en edificis de lloguer que no reunien les condicions òptimes per aquesta funció. Josep Madrenys i Boada, propietari del Castell de Vilobí i descendent d'un ric indià, fa donació dels terrenys que formaven part de la coromina del castell per edificar les noves escoles.
El 1900 es crea el Ministeri d'Instrucció Pública que estableix unes mesures per impulsar l'ensenyament, com que l'estat es fa càrrec dels sous dels mestres. A partir d'aquest moment es comencen a construir edificis destinats exclusivament a escola seguint les normes de les Instruccions Tecnicohigèniques de 1905. El 1917 el Ministeri d'Instrucció Pública va seleccionar Jeroni Martorell i Lluís Planas amb l'objectiu d'agilitzar la construcció de noves escoles, alguns dels seus projectes van servir de model tipus, de manera que es complien els requisits que demanava la Junta d'Arquitectura Escolar de la Universitat de Barcelona i ja no calia l'autorització del Ministeri.
Les Escoles Velles de Vilobí varen ser projectades per Jeroni Martorell l'any 1919 i inaugurades l'11 de juny de 1922. L'any 1927 es construeix la casa del mestre. Probablement en aquesta època s'abandona la idea d'edificar l'Ajuntament i l'espai destinat a ser la porta d'entrada es va convertir en porta d'accés al pati de les escoles. Amb la construcció de les noves escoles s'obre el carrer que porta el nom del donant dels terrenys, Madrenys, de manera que es projecta l'urbanisme de la vila creant-se una de les vies principals d'accés al nucli urbà. A principis dels anys 60 es va edificar la casa de la mestra, al costat dret, prescindint però del projecte original. L'any 1971 s'inauguren la nova escola, CEIP Josep Madrenys, en un nou edifici proper i deixa de tenir el seu ús originari fins que el 1979 l'edifici va allotjar l'Escola d'Educació Infantil "El Patufet".